# CALLIN' (米川英之のアルバム)
『CALLIN'』（コーリン）は、米川英之が2016年にリリースした7枚目のアルバム。

## 解説
- 全10曲収録。前作『Circle Game』はオールインストゥルメンタルであったが、本作は全曲に歌詞がついている。作詞を除く、作曲・編曲・プログラミングを米川本人が手掛けた[1]。
- これに伴い、アルバムリリース記念ライブが10月14日に行われ、その模様はニコニコ生放送の公式チャンネルで生中継された[2]。

## 収録曲
| 全作曲・編曲: 米川英之。 |                                           |            |            |
| #                        | タイトル                                  | 作詞       | 作曲・編曲 |
| 1.                       | 「CALLIN’」(ホーンアレンジ：松木隆裕)     | Kenn Kato  | 米川英之   |
| 2.                       | 「Aim at the Moon」                       | 西司       | 米川英之   |
| 3.                       | 「勇気の種類」                            | 高柳恋     | 米川英之   |
| 4.                       | 「Our Song」(ホーンアレンジ：松木隆裕)    | 六ツ見純代 | 米川英之   |
| 5.                       | 「Starting Over」                         | 六ツ見純代 | 米川英之   |
| 6.                       | 「祈り」(ホーンアレンジ：松木隆裕)        | 高柳恋     | 米川英之   |
| 7.                       | 「Sunset Fizz」(ホーンアレンジ：松木隆裕) | 六ツ見純代 | 米川英之   |
| 8.                       | 「Maverick」                              | 西司       | 米川英之   |
| 9.                       | 「I Believe」                             | ますだみき | 米川英之   |
| 10.                      | 「君はもう泣かない」                      | 高柳恋     | 米川英之   |